# Lá em Cima Bem Perto do Céu
Lá Em Cima Bem Perto do Céu é uma média-metragem portuguesa do realizador Carlos Alberto M.D. Gomes. Trata-se de um exercício único entre géneros (ficção-documentário) rodado em terras beirãs, nas aldeias de Seixo do Côa, Valongo, Cerdeira e Rochoso. Conta com a interpretação de um conjunto de pseudo-actores, com mais de 80 anos de idade. O enredo do filme, envolto no mistério de uma galinha que põe um ovo preto, retrata sobretudo o dia-a-dia dos habitantes de uma aldeia transmontana, em pleno século XXI, as suas gentes e as tradições em risco de esquecimento.

## Sinopse
Numa pequena e remota aldeia que o tempo esqueceu, vivem actualmente os últimos habitantes de uma população ancestral. Maria de Jesus, uma velha de aldeia, vive – e não quer outra coisa – em paz e descanso. Certo dia, uma das galinhas de Maria coloca um ovo preto, e o acontecimento transforma-se numa romaria das gentes da aldeia até sua casa. A população, assustada, aconselha Maria a ver-se livre do ovo, que coisa boa não trará. Mas Maria não consegue desligar-se do afecto que sente pelo ovo e decide guardá-lo. Uma das vizinhas de Maria tenta roubá-lo mas acaba, acidentalmente, por o partir. Durante a noite, Maria recebe a visita de Lúcio, seu neto, que resolve vir viver com a avó. No dia seguinte um turista idoso mas endinheirado, de passagem na aldeia, começa a namoriscar Maria convidando-a a casarem e a irem viver para Lisboa. Quando menos se espera, a galinha volta a pôr um ovo, desta vez verde, e tudo se precipita para um final… dramático.
Crítica do Programa Onda Curta na RTP 2:
Um filme Português feito com quase nada mas que mostra o que alguns outros não mostram, apesar dos apoios que receberam. Mesmo assim, nem sempre compatíveis com o projecto desejado. Situação que merece uma profunda reflexão não só sobre os novos caminhos do cinema, no contexto nacional e internacional, como igualmente sobre as novas economias do cinema e, no caso que aqui nos interessa, da curta-metragem. Na verdade, há um novo contexto de produção que permite, por exemplo, que os dois vencedores da competição nacional de Vila do Conde sejam dois filmes de autor a 100%, sem intervenção de subsíduos oficiais. 
Os júris decidem em liberdade e as suas escolhas podem reflectir apenas a subjectividade natural dessa mesma escolha. Mas não podemos ignorar que há uns anos essas escolhas seriam mais orientadas para uma produção, digamos, oficial, por não serem óbvias, ao olhar dos especialistas ou do grande público, um conjunto de alternativas sólidas. Para além do mais, há uma nova vontade de seguir em frente aproveitando os ventos das novas propostas logísticas, reflexo do ser cada vez mais fácil preparar, produzir e pós-produzir um filme, sobretudo, no suporte vídeo. Mas a uma maior produção não corresponde sempre uma maior visibilidade e o caso deste filme foi exemplar. 

## Ficha técnica
- Título original:LÁ EM CIMA BEM PERTO DO CÉU
- Origem:Portugal
- Ano: 2002
- Duração: 31 min
- Realização, Argumento, Produção: Carlos Alberto Gomes
- Produtora: ZorbaFilmes/Filmotaurus
- Música:Piotr Ilitch Tchaikovsky
- Formato: Mini-Dv
- Som:Estéreo

## Equipa Artística
- Maria de Jesus
- Evaristo Gonçalves
- Natividade Prata
- Daniel João
- Prazeres Videira

## Festivais e Prémios
- Festival de Vídeo ESAAA 2003(Portugal)
  - 1º Prémio (Melhor Filme)
- Festival OvarVídeo 2003(Portugal)
  - Menção Honrosa
- Festival de Curtas Metragens do Hospital Júlio de Matos 2003(Portugal)
  - Selecção do Júri
- Jovens Criadores 2004 - Ministério da Juventude e do Desporto/Clube Português de Artes e Ideias 2004(Portugal)
  - Selecção do júri
- Festival de Cinema de Vancouver - Portuguese Film and Video Festival Heritage Month 2005(Canadá)
  - Selecção do Júri
- Festival Caminhos do Cinema Português, Coimbra 2005(Portugal)
  - Selecção do Júri